# Lycée Joliot-Curie de Rennes
Pour les articles homonymes, voir Lycée Joliot-Curie.

Le lycée Joliot-Curie de Rennes est un établissement scolaire public qui accueille des lycéens ainsi que des étudiants en section de technicien supérieur et en classe préparatoire aux grandes écoles.

## Historique
Implanté dans le quartier des Longs-Champs, à proximité du parc des Gayeulles, le lycée Joliot-Curie résulte, à son origine en 1963, d’un transfert de l’École nationale d'enseignement technique (ENET) auparavant située boulevard Laënnec en centre ville. L’ENET étant elle-même une évolution de l’École pratique d’industrie dont les origines remontent à 1898.
Cet héritage associe à Joliot-Curie une notoriété « historique » dans le domaine du génie mécanique sur le bassin rennais qui s’est récemment élargie à la filière électrotechnique. Les derniers développements et projets sont portés par les divisions d’électrotechnique, de mécanique et d'électronique de la première STI2D aux classes préparatoires aux grandes écoles.
Aujourd’hui lycée d’enseignement général et technologique le noyau identitaire de l’établissement reste essentiellement scientifique et technologique : 776 élèves préparent : 
- un baccalauréat général ou un baccalauréat technologique STI2D, STL, STMG,
- ou suivent une formation supérieure en STS (Electrotechnique, Conception Réalisation de Systèmes Automatisés, Conception des Processus de Réalisation de Produits, Conseil et Commercialisation de Solutions Techniques), 
- ou suivent une formation en Classe Préparatoire au Grandes Ecoles (PCSI/PSI, PTSI/PT, ATS) 
La classe préparatoire ATS s’adresse aux étudiants issus de BTS ou DUT et prépare en un an aux concours d’entrée de grandes écoles d’ingénieurs,.

## Classements

### Classement du lycée
En 2022, le lycée se classe 34ème sur 51 au niveau départemental quant à la qualité d'enseignement, et 1271e au niveau national. Le classement s'établit sur trois critères : le taux de réussite au bac, la proportion d'élèves de première qui obtient le baccalauréat en ayant fait les deux dernières années de leur scolarité dans l'établissement, et la valeur ajoutée (calculée à partir de l'origine sociale des élèves, de leur âge et de leurs résultats au diplôme national du brevet).
| nombre d'élèves a titre comparatif | Taux de réussite au bac | Taux de mentions au bac |
| ---------------------------------- | ----------------------- | ----------------------- |
| 100%                               | 89%                     | 55%                     |
| 776                                | 691                     | 427                     |

### Classement des CPGE
Le lycée abrite des CPGE scientifiques (PSI, PT). Le classement national des classes préparatoires aux grandes écoles (CPGE) se fait en fonction du taux d'admission des élèves dans les grandes écoles. En 2015, L'Étudiant donnait le classement suivant pour les concours de 2014 :
| Filière | Élèves admis dans une grande école* | Taux d'admission* | Taux moyen sur 5 ans | Classement national | Évolution sur un an |
| --- | ----------------------------------- | ----------------- | -------------------- | ------------------- | ------------------- |
| PSI / PSI* | 1 / 35 élèves                       | 3 %               | 9 %                  | 72eex-æquo sur 120  | 31                  |
| PT / PT* | 18 / 43 élèves                      | 42 %              | 44 %                 | 11e sur 62          | 3                   |
| Source : Classement 2015 des prépas - L'Étudiant (Concours de 2014). * le taux d'admission dépend des grandes écoles retenues par l'étude. En filières scientifiques, c'est un panier de 11 à 17 écoles d'ingénieurs qui a été retenu par L'Étudiant selon la filière (MP, PC, PSI, PT ou BCPST). |                                     |                   |                      |                     |                     |